# Минори
Минори (итал. Minori) — коммуна в Италии, располагается в регионе Кампания, в провинции Салерно.
Население составляет 3012 человек (на 2001 г.), плотность населения составляет 1506 чел./км². Занимает площадь 2 км². Почтовый индекс — 84010. Телефонный код — 089.
Покровительницей коммуны почитается святая Трофимена (Santa Trofimena). Праздник ежегодно празднуется 5 ноября.